# フラグスタッフ公園
フラグスタッフ公園（フラグスタッフこうえん、英: Flagstaff Gardens）は、オーストラリア南東部ビクトリア州の州都メルボルンに設定されている公園の1つである。メルボルン最古の公園とされ、設立されたのは1862年のことであった。公園名を直訳すると「旗竿公園」だが、この場所で旗が信号として活躍していたのは、ここが公園になる前のことである。

## 地理

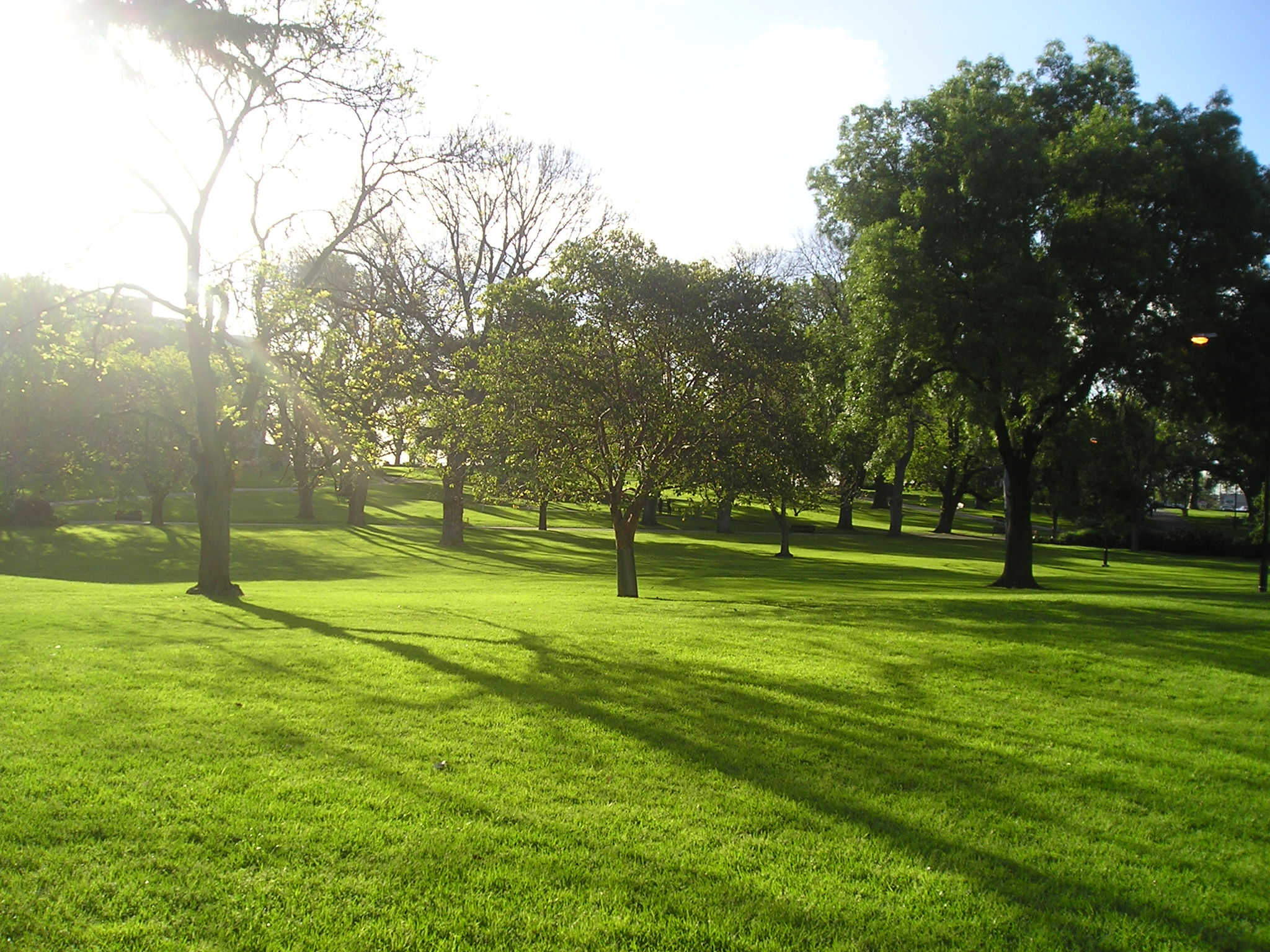
ウィリアム通り側から見た、フラグスタッフ公園北東側の外観。

フラグスタッフ公園の広さは、72,000 m2（0.072 km2）である。公園は長方形に近い形状の敷地で、北東をウィリアム通り（William Street）と接し、南西をキング通り（King Street）と接し、北西をダドゥりー通り（Dudley Street）と接し、南東をラ・トゥローブ通り（La Trobe Street）と接する。また、このラ・トゥローブ通りの地下にはフラグスタッフ駅（Flagstaff Station）が存在し、この駅が地下鉄における最寄り駅である。参考までに、フラグスタッフ公園から見てウィリアム通りを挟んで向かいにメルボルンの警察本部が存在し、その警察本部から見てラ・トゥローブ通りを挟んで向かいには、かつてオーストラリア造幣局のビクトリア州支部であった建物が存在する。この他、公園の北東には様々な店舗が集まった大型商業施設のクイーン・ビクトリア・マーケットが立地している。

## 園内
21世紀初頭において、フラグスタッフ公園は、メルボルン市民だけでなく、近隣に立地する企業の従業員、さらには、観光客も訪れるなど、多くの人々に利用されている。

### 生物相
フラグスタッフ公園内には、芝生が植えられており、一部には花壇も整備されている。公園の北部にはバラなどの花々の他、低木も植えられている。また、園内には大きな木々も生育している。公園の南端部には落葉樹が並んでいることが特徴であり、公園の北端部にはオーストラリア原産のユーカリの成木が何本も生育していることが特徴である。さらに園内にはニレの並木道もあり、ここには数本の大きなFicus macrophylla（Moreton Bay Fig）の木も生育している。このような園内にはオーストラリアの固有種の有袋類である、野生のフクロネズミも生息している。

### 施設
先述の通り、フラグスタッフ公園は72,000 m2の長方形の敷地の公園である。公園の北東を走っているウィリアム通りの近くには、テニスコート、バレーボール用コート、ハンドボール用コートの他に、ネットボール用のコートも備えている。また、彫刻なども点在している。なお、フラグスタッフ公園は、夏期、特に12月頃には、多くの人がバーベキューを楽しむ場所ともなっている。

## 歴史
ウィリアム通りとキング通りに挟まれたフラグスタッフ公園のある場所は、1835年頃は墓地であり、俗に「Burial Hill」つまり「埋葬する丘」と呼ばれていた。
なお、1838年には、後にクイーン・ビクトリア・マーケットになった場所に、メルボルンの共同墓地が置かれた。そして、この丘はヤラ川やポート・フィリップ湾の様子を見るのに絶好の場所であった。そして1840年に、この付近の町とメルボルン港の間を船が航行していることを知らせるための「flagstaff」つまり旗竿が建てられた。この時試験的に建てられた旗竿は大変小さかったため、後年に高さ15 m の旗竿が建てられるに至った。しかし、1957年にはキング通りの勾配を緩くするために丘の切り崩しが行われた上に、1860年代には有線の電信装置が整備され、これに旗は取って代わられた。1862年には、メルボルン市民のための公園用地などとして、ここが確保されることとなった。これがフラグスタッフ公園の始まりである。そして、1873年にはフラグスタッフ公園が永久に、公園として保全されることとなり、1880年に芝生の整備、花壇の整備、植樹などが行われ、遊歩道も整備された。1917年10月9日には、メルボルン市がフラグスタッフ公園の管理運営に責任を持つこととなった。そして1918年にフラグスタッフ公園は、メルボルン市では最初期の設立された、子供が遊ぶための場所の1つとなった。なお、2004年3月24日にはVictorian Heritage Registerにリストアップされた。

## 保全
フラグスタッフ公園はNational Trust of Australia（ビクトリア州）の保護下に置かれているだけでなく、Australian Heritage CommissionとVictorian Heritage Registerにもリストアップされている
。
リストアップに際して、2004年4月に行われたVictorian Heritage Councilで、議長であったクリス・グレイジャー（Chris Gallagher）は、

「This listing ensures the much loved trees, landscaping and other individual features are conserved and protected. But it also means the whole site is recognised as an important place for gaining an insight into our historical, archaeological, aesthetic, horticultural and social heritage.」

と述べた。